# Georges Capdeville
Pierre Georges Louis Capdeville, dit Georges Capdeville, né le 30 octobre 1899 à Bordeaux et mort le 24 février 1991 à Lesparre-Médoc,, est un arbitre français.
Ancien joueur, notamment au Sport bordelais, il est le premier arbitre français à arbitrer la finale d'une coupe du monde, celle de 1938. Il commence à arbitrer en 1932, devient arbitre FIFA en 1936 et arrête sa carrière en 1945. Il est de 1966 à 1975 le président de la Ligue d'Aquitaine de football.

## Carrière
Il officie dans des compétitions majeures : 
- Coupe d'Afrique du Nord de football 1934-1935 (finale)
- Coupe de France de football 1935-1936 (finale)
- Coupe du monde de football 1938 (2 matchs dont la finale)
- Coupe de France de football 1941-1942 (finale)
- Coupe de France de football 1944-1945 (finale)